# Spostamento fotometrico verso il rosso
Uno spostamento fotometrico verso il rosso o spostamento verso il rosso fotometrico (in inglese photometric redshift) è una stima della distanza di un oggetto astronomico, come una galassia o un quasar. La tecnica usa la fotometria (cioè, la luminosità dell'oggetto osservato attraverso vari filtri standard, ognuno dei quali lascia  passare un ampio spettro di colori, come luce rossa, verde o blu) per determinare lo spostamento verso il rosso, e perciò, attraverso la legge di Hubble, la distanza dell'oggetto osservato. La tecnica fa assegnamento sullo spettro della radiazione emessa da un oggetto che presenta caratteristiche peculiari che possono essere rilevate anche da filtri relativamente rudimentali.
La tecnica fu sviluppata negli anni '60, ma fu ampiamente sostituita negli anni '70 e '80 dallo spostamento spettroscopico verso il rosso, usando la spettroscopia per osservare la frequenza (o la lunghezza d'onda) di caratteristiche linee spettrali per valutare quanto le linee fossero spostate lontano dalla loro consueta posizione. La tecnica è ritornata in auge come risultato di ampie ricerche sul cielo condotte alla fine degli anni '90 e nei primi del 2000, rilevando un grande numero di oggetti ad alto spostamento verso il rosso.
Lo spostamento fotometrico verso il rosso fu originariamente determinato calcolando i dati attesi osservati da uno spettro di emissione noto in una serie di spostamenti verso il rosso. In anni recenti, metodi statistici Bayesiani e reti neurali artificiali sono stati usati per la stima dello spostamento verso il rosso tramite dati fotometrici.
Siccome i filtri fotometrici sono sensibili a un campo di lunghezze d'onda, e la tecnica fa assegnamento su molte supposizioni riguardo alla natura dello spettro della sorgente luminosa, gli errori per questo genere di misurazioni possono estendersi fino a un δz = 0,5, e sono molto meno attendibili delle determinazioni spettroscopiche. In assenza di sufficiente tempo di telescopio per determinare uno spostamento fotometrico verso il rosso per ogni oggetto, la tecnica della spettroscopia fotometrica fornisce un metodo per effettuare una caratterizzazione almeno qualitativa di uno spostamento verso il rosso.
Per esempio, se uno spettro come quello del Sole avesse uno spostamento verso il rosso con z = 1, esso sarebbe più luminoso nell'infrarosso piuttosto che al colore giallo-verde associato al picco del suo spettro di corpo nero, e l'intensità della luce sarà ridotta nel filtro da un fattore di due (cioè 1+z) (vedi correzione K per maggiori dettagli sulle conseguenze fotometriche dello spostamento verso il rosso).